# Caledopsyche noumea
Caledopsyche noumea là một loài Trichoptera trong họ Hydropsychidae. Chúng phân bố ở miền Australasia.